# Municipio de Polk (condado de Taylor)
El municipio de Polk (en inglés: Polk Township) es un municipio ubicado en el condado de Taylor en el estado estadounidense de Iowa. En el año 2010 tenía una población de 127 habitantes y una densidad poblacional de 1,59 personas por km².

## Geografía
El municipio de Polk se encuentra ubicado en las coordenadas 40°36′18″N 94°51′28″O / 40.60500, -94.85778. Según la Oficina del Censo de los Estados Unidos, el municipio tiene una superficie total de 79.96 km², de la cual 79,59 km² corresponden a tierra firme y (0,45 %) 0,36 km² es agua.

## Demografía
Según el censo de 2010, había 127 personas residiendo en el municipio de Polk. La densidad de población era de 1,59 hab./km². De los 127 habitantes, el municipio de Polk estaba compuesto por el 95,28 % blancos, el 1,57 % eran asiáticos, el 0,79 % eran de otras razas y el 2,36 % eran de una mezcla de razas. Del total de la población el 0,79 % eran hispanos o latinos de cualquier raza.